# Dolleren
Dolleren là một xã thuộc tỉnh Haut-Rhin trong vùng Grand Est, đồng bắc Pháp. Xã này có diện tích 8,37 km², dân số năm 1999 là 430 người. Khu vực này có độ cao trung bình 471 mét trên mực nước biển.